# Římskokatolická farnost Kamenický Šenov
Římskokatolická farnost Kamenický Šenov (něm. Steinschönau) je církevní správní jednotka sdružující římské katolíky na území města Kamenický Šenov a v jeho okolí. Organizačně spadá do českolipského vikariátu, který je jedním z 10 vikariátů litoměřické diecéze. Centrem farnosti je kostel Narození svatého Jana Křtitele v Kamenickém Šenově.

## Historie farnosti
Farní kostel byl v Kamenickém Šenově vybudován v letech 1715-1718. V roce 1725 zde byla zřízena samostatná farnost. Ta byla až do  8. července 2016 obsazena sídelním duchovním správcem, který rovněž spravoval excurrendo nedalekou farnost Prácheň. Na podzim roku 2021 byl do farnosti opět ustanoven sídelní duchovní správce. 

### Duchovní správcové vedoucí farnost
Začátek působnosti jmenovaného v duchovní správě farnosti od:
- 1354 Christianus
- 1360 Ioannes Coeus
- 1363 Nicolaus Kunzlein
- 1364 Bartholomeus z Ústí
- 1391 Valler z Lípy
- 1725 Georg. Wulstein
- 1735 J. J. Görner
- 1739 J. Aug. Stolle
- 1743 J. J. Ritzinger
- 1762 Jos. Knechtel
- 1767 Jos. Fleck
- 1773 Franc. Tietz
- 1804 Franc. Schabestiel, † 26. 9. 1809
- 1809 par. vacat, cap. Franc. Ruft
- 1809 Georg. Wenzl, n. 4. 11. 1774 Schönlinden, o. 8. 12. 1799, † 2. 4. 1834
- 1813 Ignat. Klar, n. 2. 2. 1773 Hřensko, o. 28. 8. 1797, † 11. 11. 1845
- 1846 par. vacat, admin. Franc. Scheibert
- 1847 Franc. Vater, n. 25. 1. 1811 Wiesenthal., o. 4. 8. 1834, † 10. 3. 1866
- 1866 Jos. Alois. Günter, n. 6. 7. 1813 Volfartice, o. 3. 8. 1837, † 10. 4. 1872
- 1872 Eman. Ring, n. 27. 1. 1825 Leipa, o. 26. 7. 1847
- 1885 Aug. St. Wenzel, n. 7. 11. 1840 Tollenstein, o. 29. 6. 1866, † 14. 11. 1920
- 1897 Josef Hrdina, n. 18. 9. 1855 Niedergruppai, o. 20. 7. 1880, † 9. 3. 1927
- 1916 Guil. Rudolph, n. 11. 10. 1874 Hanau (D), o. 8. 12. 1903
- 1920 Siegfr. Hieke, n. 26. 10. 1882 B. Kamnitz, o. 14. 7. 1907
- 1935 par. vacat admin. interc. Josef Kunz
- 1. 1. 1936 Josef Kunz
- 1. 11. 1966 Robert Vater, n. 15. 11. 1913, o. 27. 6. 1937, † 31. 5. 1992
- 1. 3. 1968 Jan Smrčina, admin. (do té doby byl mimo duchovní správu)[1]; n. 30. 5. 1909, o. 31. 3. 1935, † 11. 12. 1992
- 1. 8. 1973 Stanislav Bečička OP, do 31. 12. 2014 jako farář, od 1. 1. 2015 admin. in spiritualibus, † 8. 7. 2016
  - 1. 1. 2015 Vladimír Šuda, admin. in materialibus
- 15. 7. 2016 par. vacat, Rudolf Repka, admin. exc. in spiritualibus ze Cvikova
- 1. 3. 2018 par. vacat, Pavel Morávek, admin. exc. in spiritualibus z Nového Boru[2]
- 1. 9. 2021 Oldřich Kolář, admin. in spiritualibus[3]

Kromě kněží stojících v čele farnosti, působili ve farnosti v průběhu její historie i jiní kněží. Většinou pracovali jako farní vikáři, kaplani, katecheté, výpomocní duchovní aj.

### Kněží rodáci
- František Jakub Jindřich Kreibich

## Římskokatolické sakrální stavby na území farnosti
| Fotografie | Stavba                   | Místo           | Bohoslužby                      | Zeměpisné souřadnice            | Status       | Číslo kulturní památky           |        |
| Kostel | Kostel                   | Kostel          | Kostel                          | Kostel                          | Kostel       | Kostel                           | Kostel |
| --- | ------------------------ | --------------- | ------------------------------- | ------------------------------- | ------------ | -------------------------------- | ------ |
| | Kostel sv. Jana Křtitele | Kamenický Šenov | bližší informace o bohoslužbách | 50°46′38″ s. š., 14°28′8″ v. d. | farní kostel | 25406/5-3034 (Pk•MIS•Sez•Obr•WD) |        |
| Některé drobné sakrální stavby a pamětihodnosti lze dohledat zde v databázi Drobné sakrální památky Zaniklé sakrální stavby lze dohledat zde v databázi Poškozené a zničené kostely, kaple a synagogy v České republice |                          |                 |                                 |                                 |              |                                  |        |

Ve farnosti se mohou nacházet i další drobné sakrální stavby, místa římskokatolického kultu a pamětihodnosti, které neobsahuje tato tabulka.

## Příslušnost k farnímu obvodu
Z důvodu efektivity duchovní správy byl vytvořen farní obvod (kolatura) farnosti – děkanství Nový Bor, jehož součástí je i farnost Kamenický Šenov, která je tak spravována excurrendo. Přehled těchto kolatur je v tabulce farních obvodů českolipského vikariátu.